# Салаирчик
Салаирчик (устар. Салаирка) — река в Кемеровской области России. Устье реки находится в 35 км по левому берегу реки Малый Бачат. Длина реки составляет 17 км. Образуется ручьями Левый Салаирчик, Правый Салаирчик и Журавлинка возле села Малая Салаирка.

## Данные водного реестра
По данным государственного водного реестра России относится к Верхнеобскому бассейновому округу, водохозяйственный участок реки — Иня, речной подбассейн реки — бассейны притоков (Верхней) Оби до впадения Томи. Речной бассейн реки — (Верхняя) Обь до впадения Иртыша.